# FK Tukums 2000
Maillots
Actualités
Le FK Tukums 2000 est un club letton de football basé à Tukums.

## Histoire
Le FK Tukums 2000 voit le jour le 20 Mai 2000 à Tukums, petite ville lettone ne comptant pas de club de football de Haut niveau. Le club évolue d'abord en troisième division avant d'accéder à la deuxième division.
Le club évolue principalement entre la deuxième et la troisième division avant de se stabiliser en deuxième division en 2015. A l'issue de la saison 2018-2019 de seconde division, le club est promu en virsliga (D1). Mais la saison est tronqué par le covid-19 et le club redescend en D2.
C'est alors que le coach Kristaps Disler fais son arrivée et permet à l'équipe de remonter en D1 après une superbe saison 2021 ponctué par une deuxième place. Pour sa saison de remonté, le club se maintient facilement avec une surprenante sixième place (sur 10 équipes).
Le début de saison 2023 est difficile avec notamment de nombreuses défaites, dont une sept buts à un contre le FK RFS. Les hommes de Dislers obtiennent finalement leur maintien à la huitième place (sur 10) juste devant le FK Metta, neuvième et barragiste.

## Bilan sportif

### Palmarès
| Compétitions nationales                               |
| ----------------------------------------------------- |
| - Championnat de Lettonie D2 (1) : - Champion : 2019. |

## Personnalités du club

### Présidents du club
- Ainārs Vahtelis

### Entraîneurs du club
- Marek Zub